# Maison Au Moriane
La maison Au Moriane est une maison de commerce érigée en 1693 et située dans le centre historique de la ville de Liège en Belgique.

## Localisation
Cette maison est située au no 55 en Neuvice, une voie du piétonnier de Liège au riche patrimoine architectural, située entre la place du Marché et la rue de la Cité.

## Conception

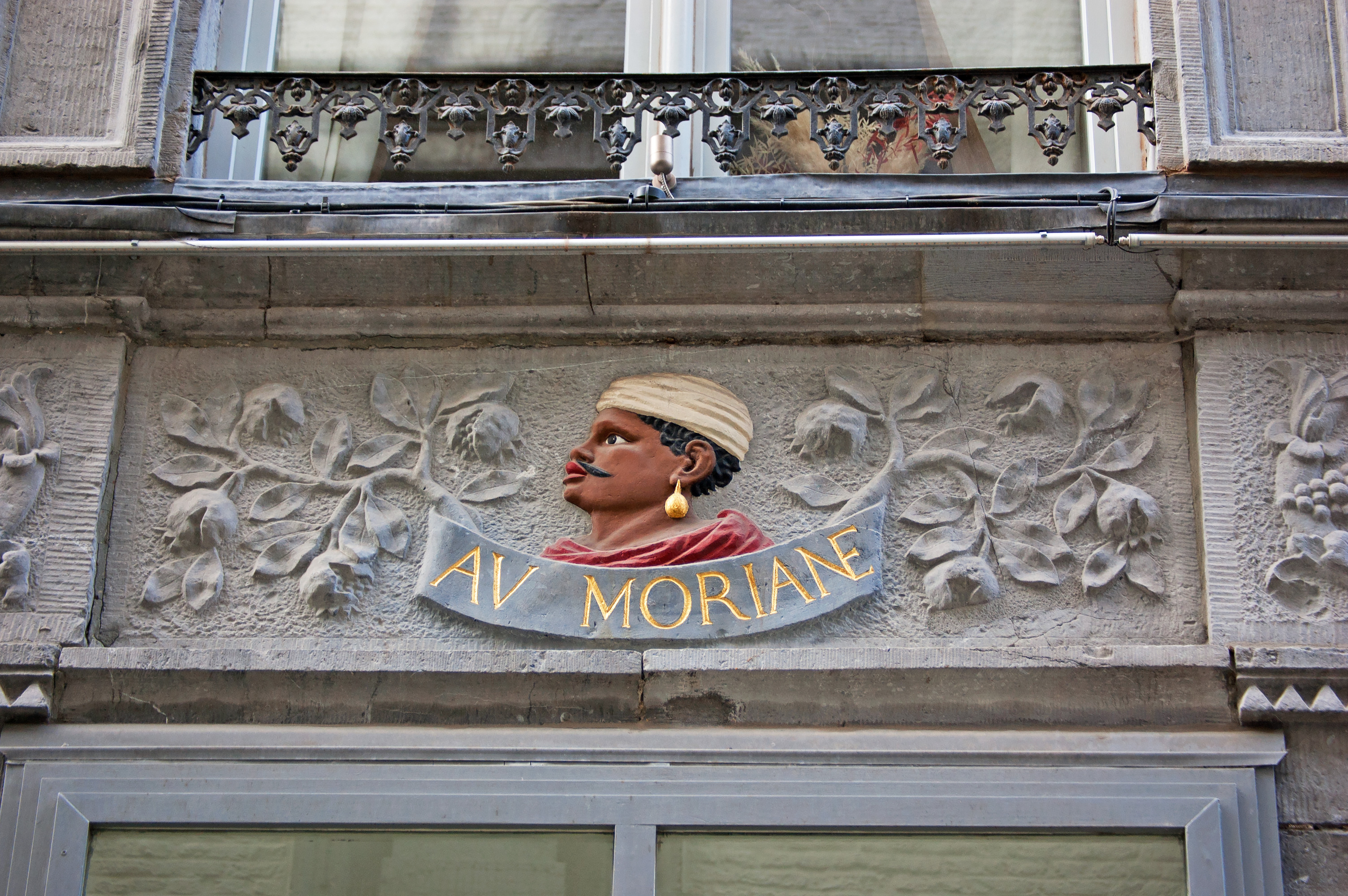
Détail de l'enseigne en 2021.

Cette maison de commerce bâtie en 1693 est composée de quatre niveaux (trois étages) et de cinq travées. La façade est entièrement érigée en pierre calcaire et percée de baies jointives. Cette pierre calcaire sculptée entre chaque niveaux laisse apparaître les motifs suivants :
- entre le rez-de-chaussée et le premier étage : au centre, une tête de profil d'un Maure avec moustaches, turban et boucle d'oreille surmontant un cartouche avec l'inscription nommant la maison AV MORIANE ; de part et d'autre, des arabesques de feuillages, de fleurs et de fruits,
- entre le premier et le deuxième étage : des guirlandes et des gerbes de blé ainsi qu'au centre, une grande sculpture métallique représentant le soleil et ses rayons,
- entre le deuxième et le troisième étage : des branchages entrecroisés[1].

## Activités
Cet immeuble était l'habitation de l'imprimeur Bassompierre fils à la fin du XVIIIe siècle,,. Le rez-de-chaussée est actuellement occupé par un restaurant.

## Classement
La maison Au Moriane (façade et versant de toiture), est reprise sur la liste du patrimoine immobilier classé de Liège depuis 1959. Elle possède l'une des enseignes en pierre sculptée les plus représentatives de la ville de Liège qui en compte plus d'une centaine.

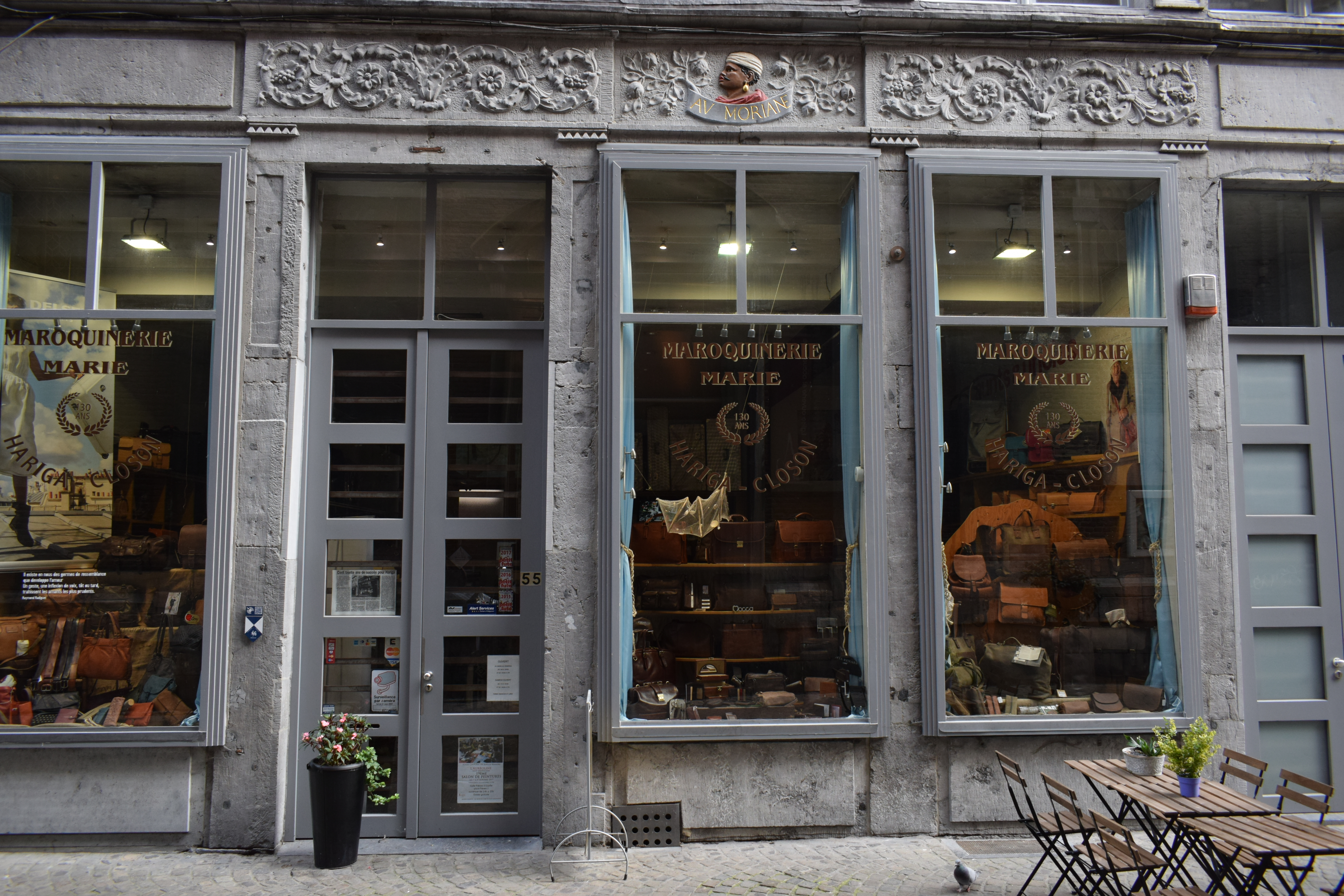
Façade du rez-de-chaussée en 2017.
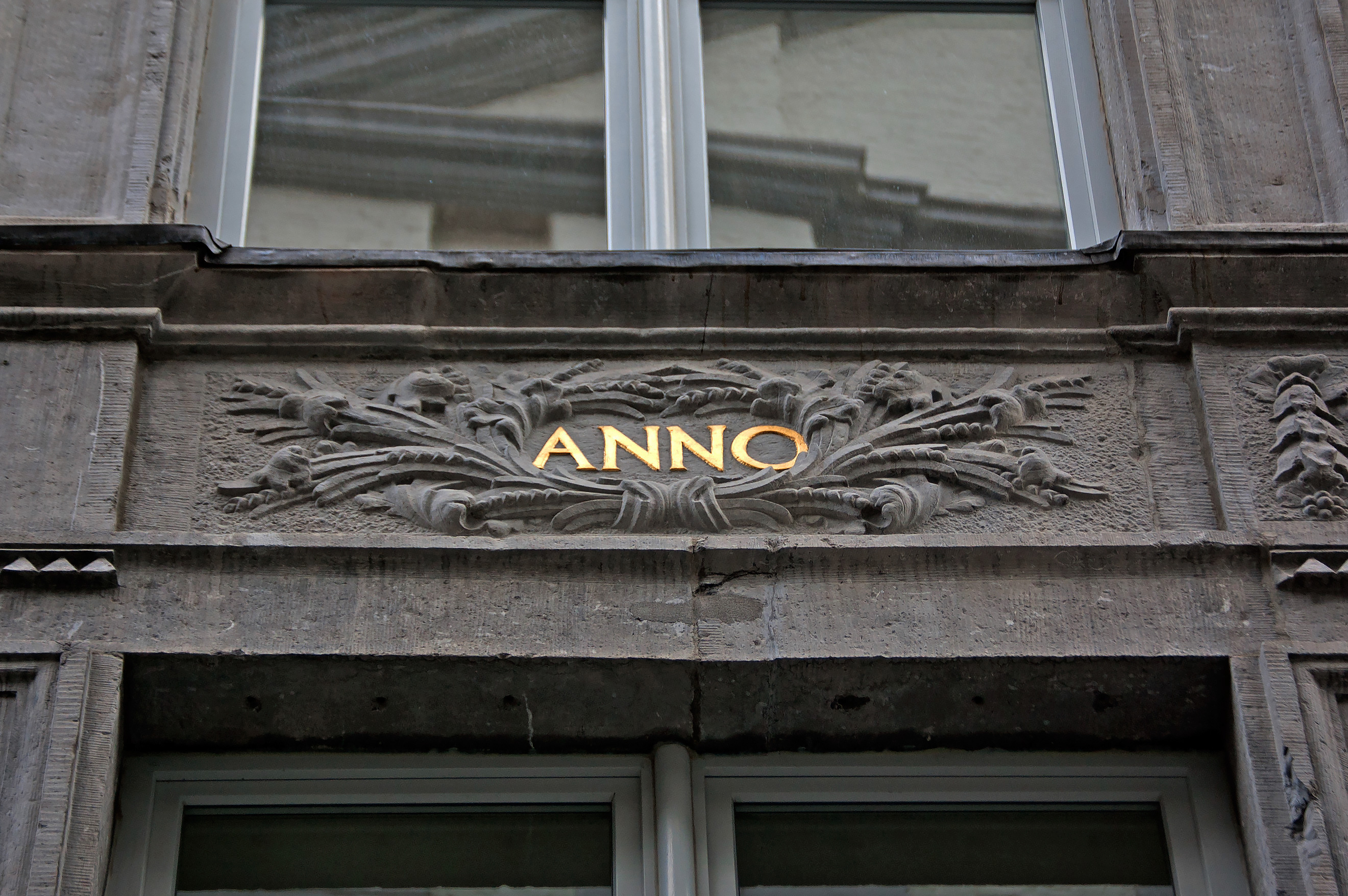
Millésime sur une allège du deuxième étage, partie 1, en 2021.
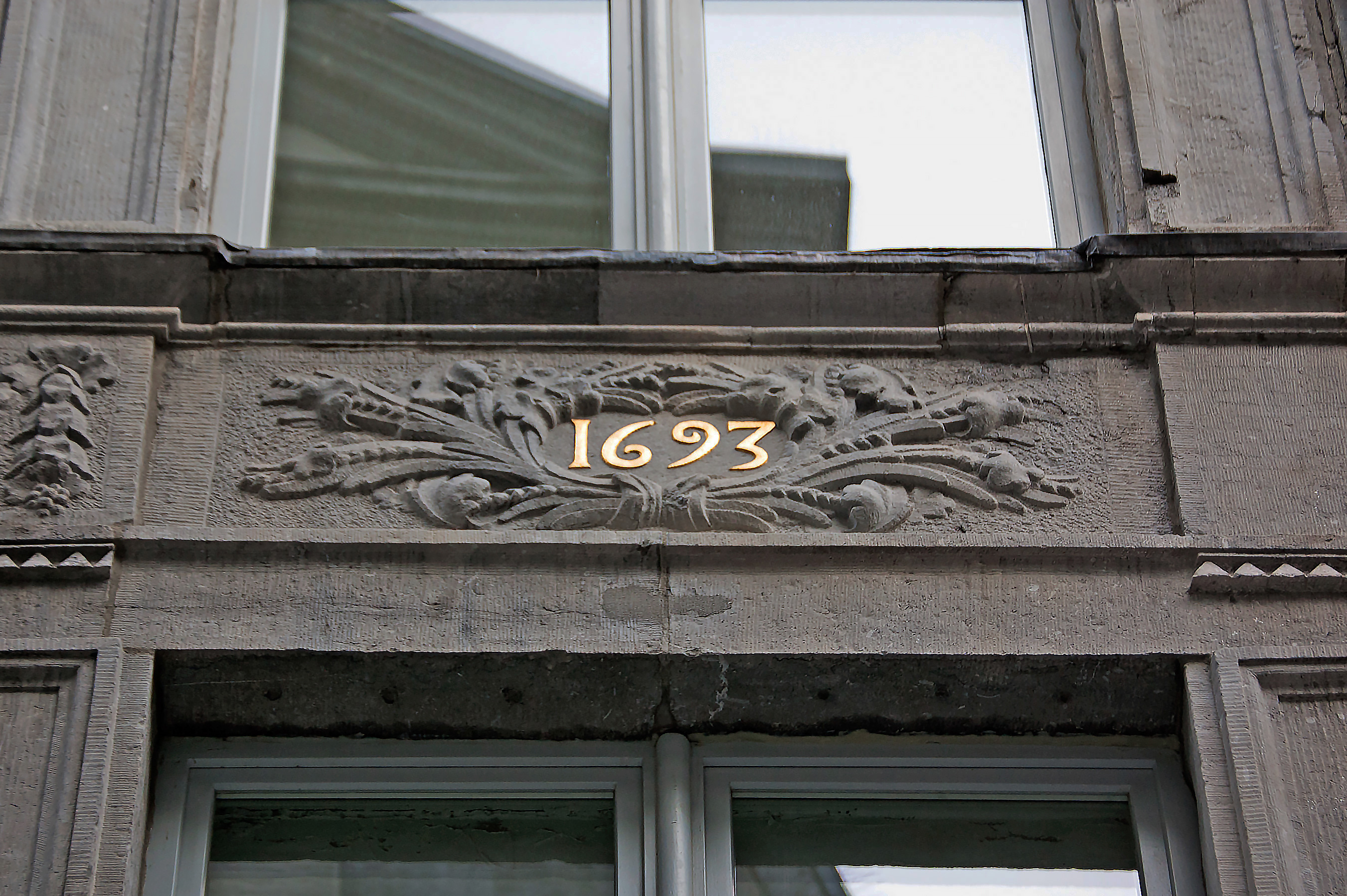
Millésime sur une allège du deuxième étage, partie 2, en 2021.
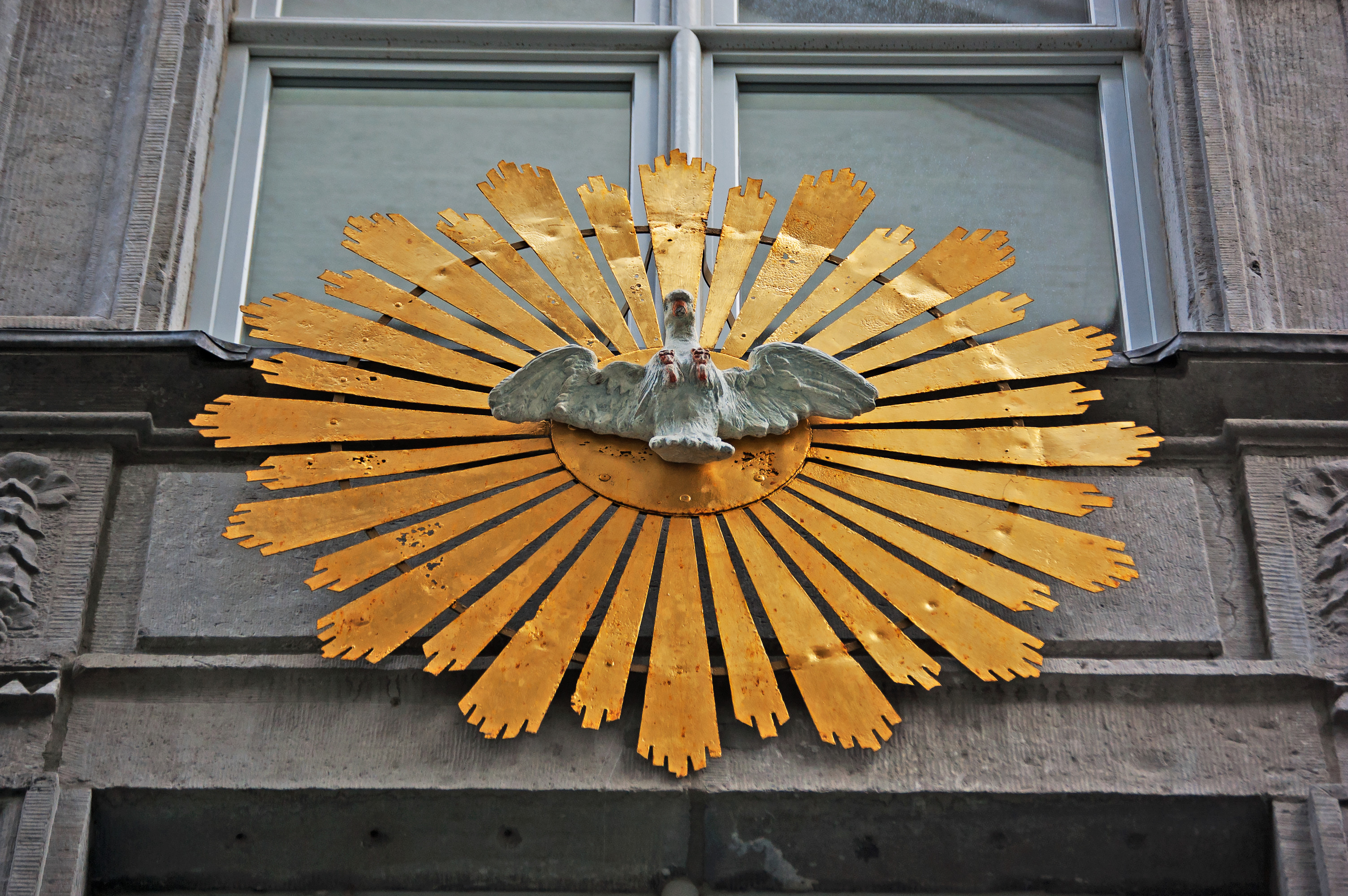
Sculpture du Saint-Esprit sur une allège du deuxième étage en 2021.
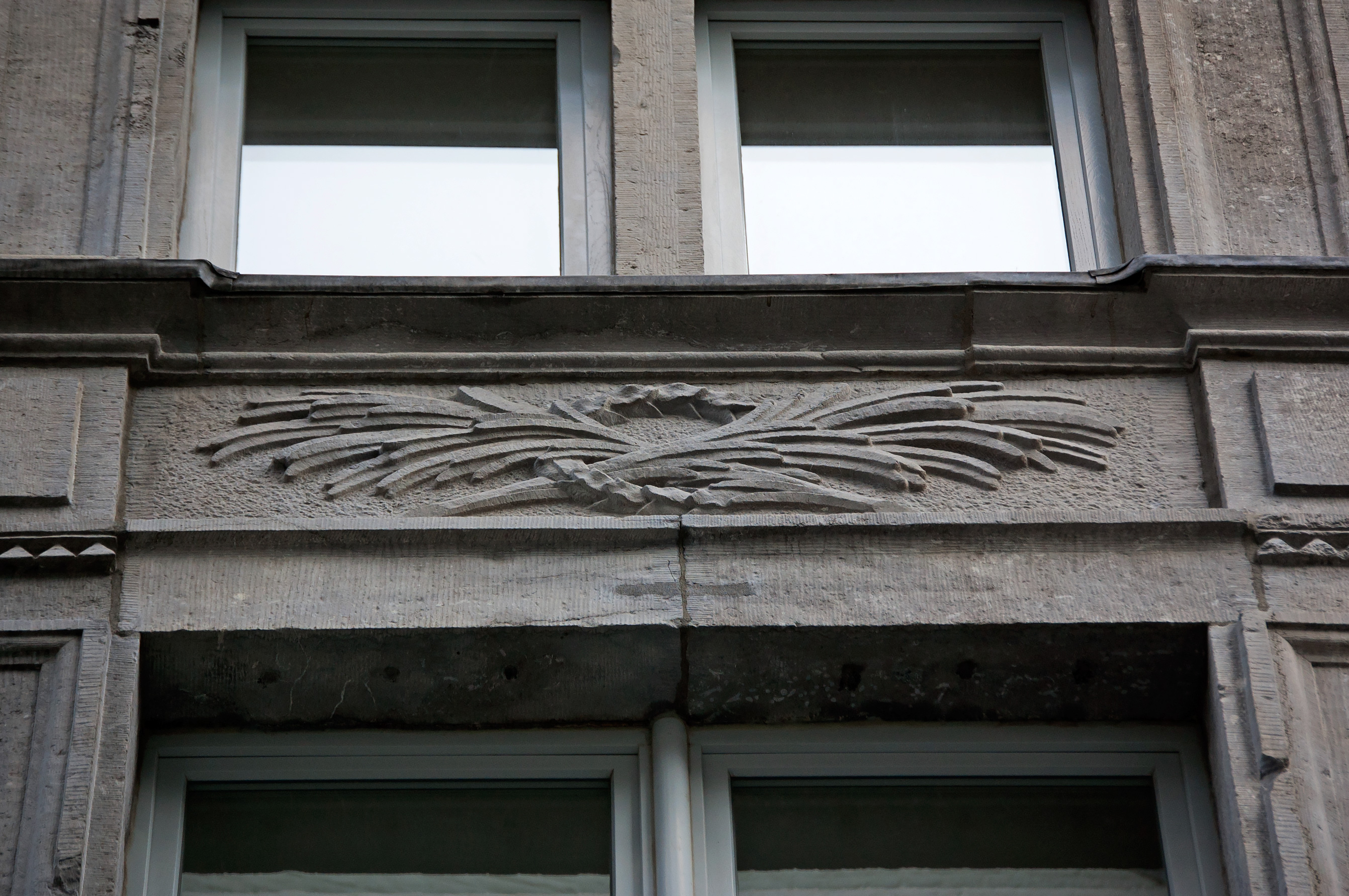
Palmes et couronne sur une allège du troisième étage en 2021.